# Leptodactylus oreomantis
Leptodactylus oreomantis es una especie de anfibio anuro de la familia Leptodactylidae.

## Distribución geográfica
Esta especie es endémica del parque nacional Chapada Diamantina en el estado de Bahía en Brasil. Se encuentra en los municipios de Río de Contas, Piatã, Mucugê e Ibicoara.

## Publicación original
- Carvalho, Leite & Pezzuti, 2013: A new species of Leptodactylus Fitzinger (Anura, Leptodactylidae, Leptodactylinae) from montane rock fields of the Chapada Diamantina, northeastern Brazil. Zootaxa, n.º 3701, p. 349–364.[3]